# Brisinga eucoryne
Brisinga eucoryne är en sjöstjärneart som beskrevs av Fisher 1916. Brisinga eucoryne ingår i släktet Brisinga och familjen Brisingidae.
Artens utbredningsområde är Filippinerna. Inga underarter finns listade i Catalogue of Life.